# فرانکو دراگونه

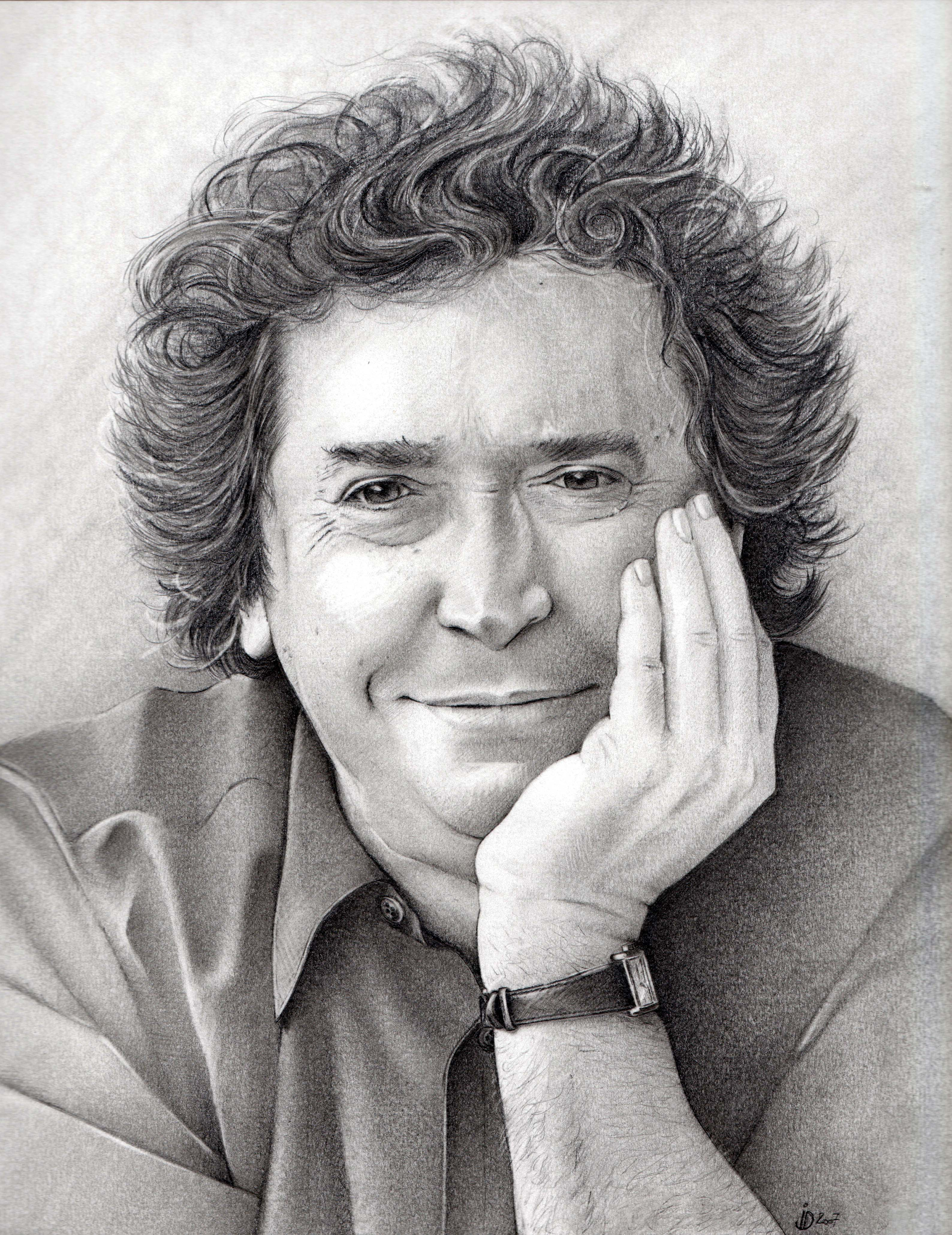
فرانکو دراگونه (انگلیسی: Franco Dragone)؛ زادهٔ ۱۹۵۲، یک کارگردان اهل ایتالیا

فرانکو دراگونه (انگلیسی: Franco Dragone)؛ زادهٔ ۱۹۵۲، یک کارگردان اهل ایتالیا است. او بنیان‌گذار و کارگردانی هنری دراگونه، شرکتی که نمایش‌ها و رخدادهای سراسر جهان را تولید می‌کند است. او همچنین به خاطر کار با سیرک آفتاب و سلن دیون شناخته شده‌است.

## زندگینامه
دراگونه در کایرانو ایتالیا زاده شد و در هفت سالگی به لا لوویر بلژیک رفت. در دهه ۱۹۷۰، به تئاتر هنرستان سلطنتی شهر مون رفت. کارهای ابتدایی او سیاسی بودند او به عنوان کارگردان تئاتر و فیلم در سبک کمدی هنرمندان داریو فو نمایش‌نامه‌نویس بود. تئاتر به او کمک کرد تا موقعیت‌های اجتماعی را بیان کند، تفسیر داستان‌های واقعی از بی خانمان‌ها، معتادان به مواد مخدر و زندانیان در زندان، واستفاده از نابازیگرانی که داستان‌های زندگی خود را برای بازی در نمایش به اشتراک گذاشته بودند. در دهه ۱۹۸۰ به مونترال کانادا جایی که گای کارون کارگردان مدرسه ملی سیرک از او برای برگزاری کارگاه‌های آموزشی برای دانش آموزان و آموزگاران مدرسه اش دعوت کرد رفت. بعداً دراگونه یک نمایش برای پایان سال مدرسه کارگردانی وتولید کرد. گی لالیبرته یکی از این ماجراها را در سال ۱۹۸۴ دید، در همان سال او سیرک آفتاب را تشکیل داد. در سال ۱۹۸۵، لالیبرته به دنبال گای کارون برای پیوستن به سیرک آفتاب بود.

## فیلم‌های مستند
- (فرانسوی) ژاکوب برگر، رویا، ۲۰۰۵: مجموعه مستندهای شبکه آرته در باره کار فرانکو دراگونه در نمایش رویا
- (فرانسوی) مانو بون ماریاژ، به دنبال دراگونه، ۲۰۰۹